# 鐘鼓司
鐘鼓司，明朝四司之一，掌出朝钟鼓及宫内杂戏。

## 官制
- 掌印太监，一员；
- 佥书，无定员；
- 司房，无定员；
- 学艺官，无定员。